# Amaltheus margaritatus
Az Amaltheus margaritatus a fejlábúak (Cephalopoda) osztályának fosszilis Ammonitida rendjébe, ezen belül az Amaltheidae családjába tartozó faj.

## Tudnivalók
Az Amaltheus margaritatus a kora jura kor pliensbachi nevű korszakában élt, azaz 185,7-184,1 millió évvel ezelőtt.
Maradványait Ausztria, Franciaország, Irán, Kanada (Brit Columbia és Yukon), Magyarország, Németország, Olaszország, Oroszország és Svájc területein fedezték fel.

## Képek

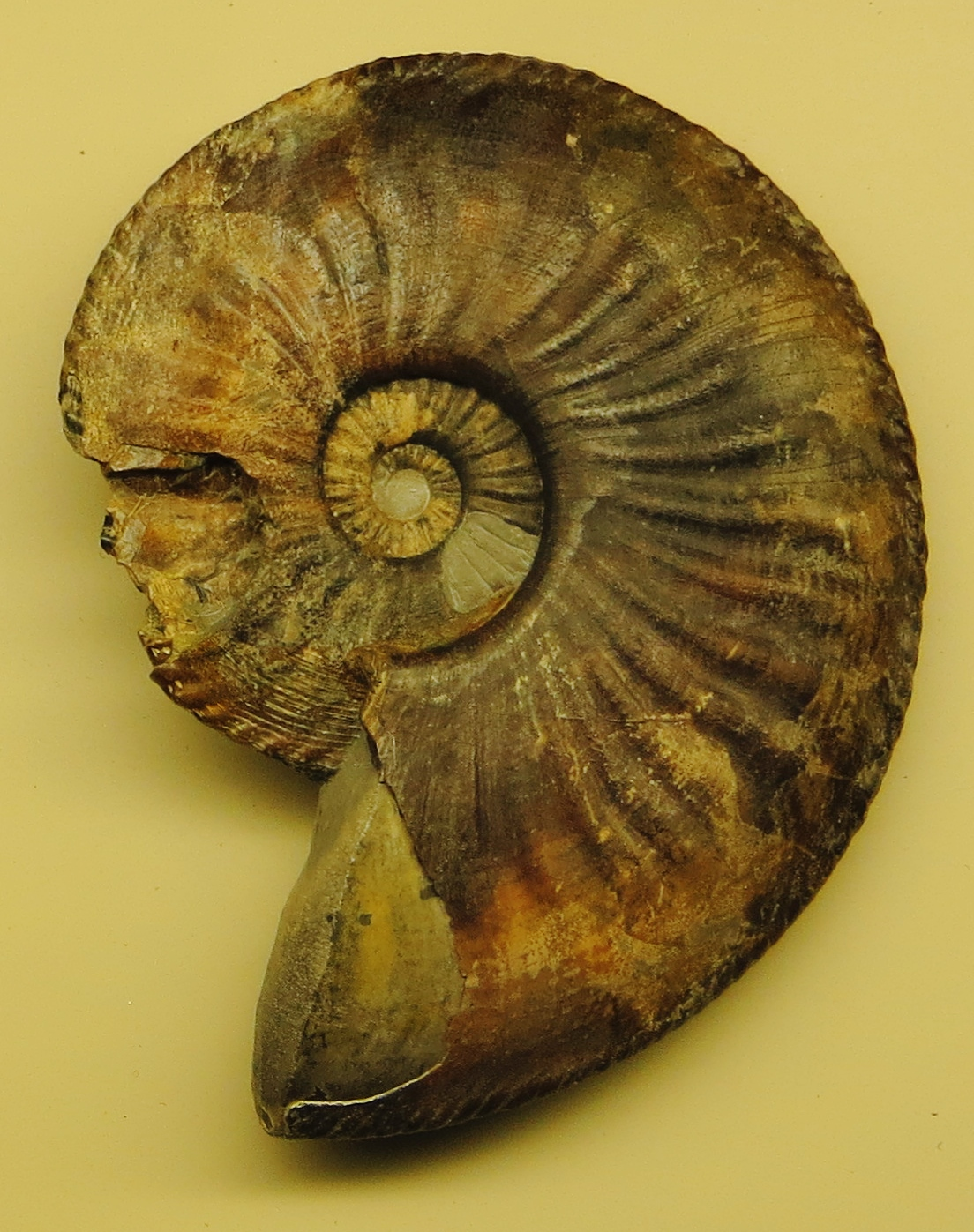
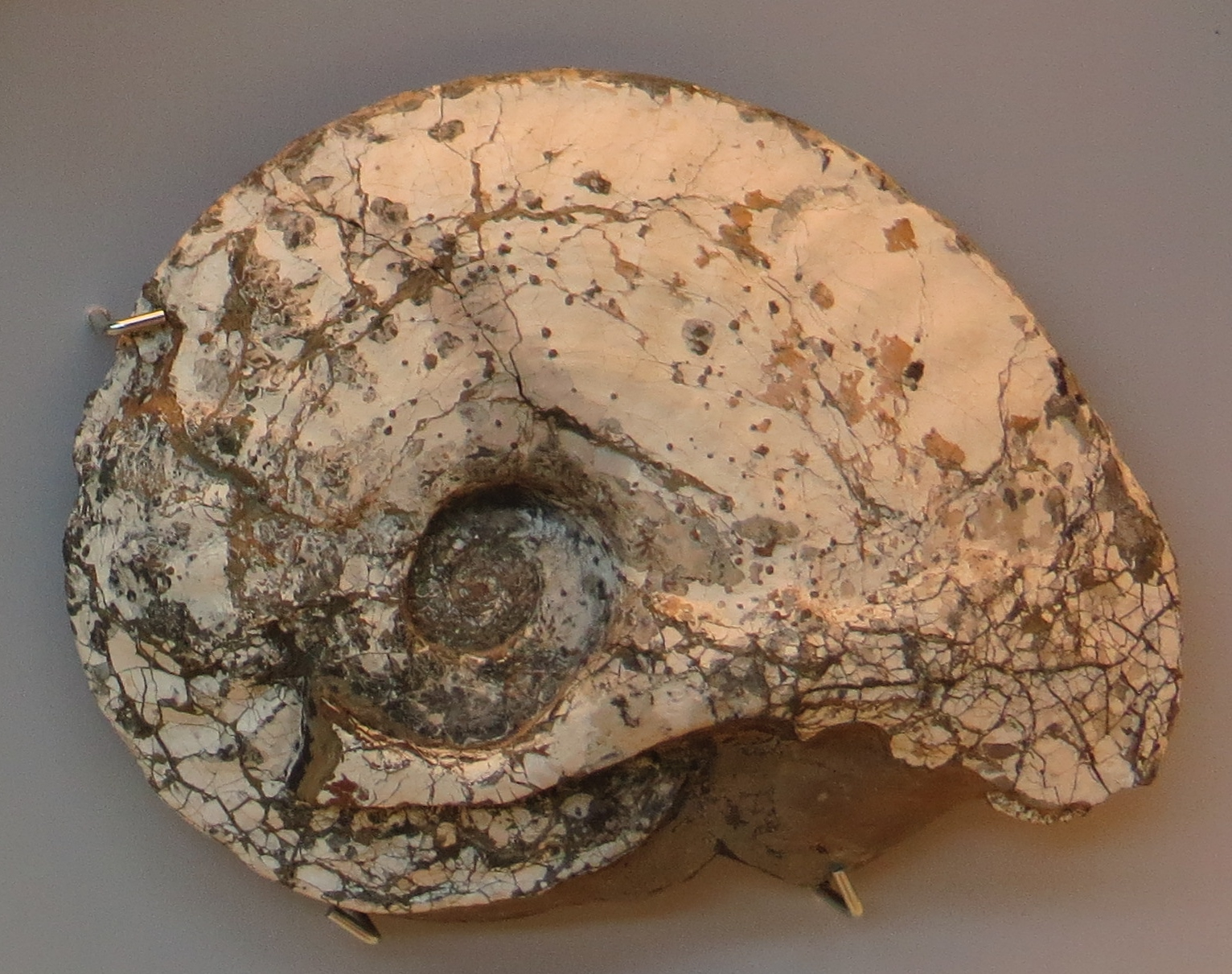
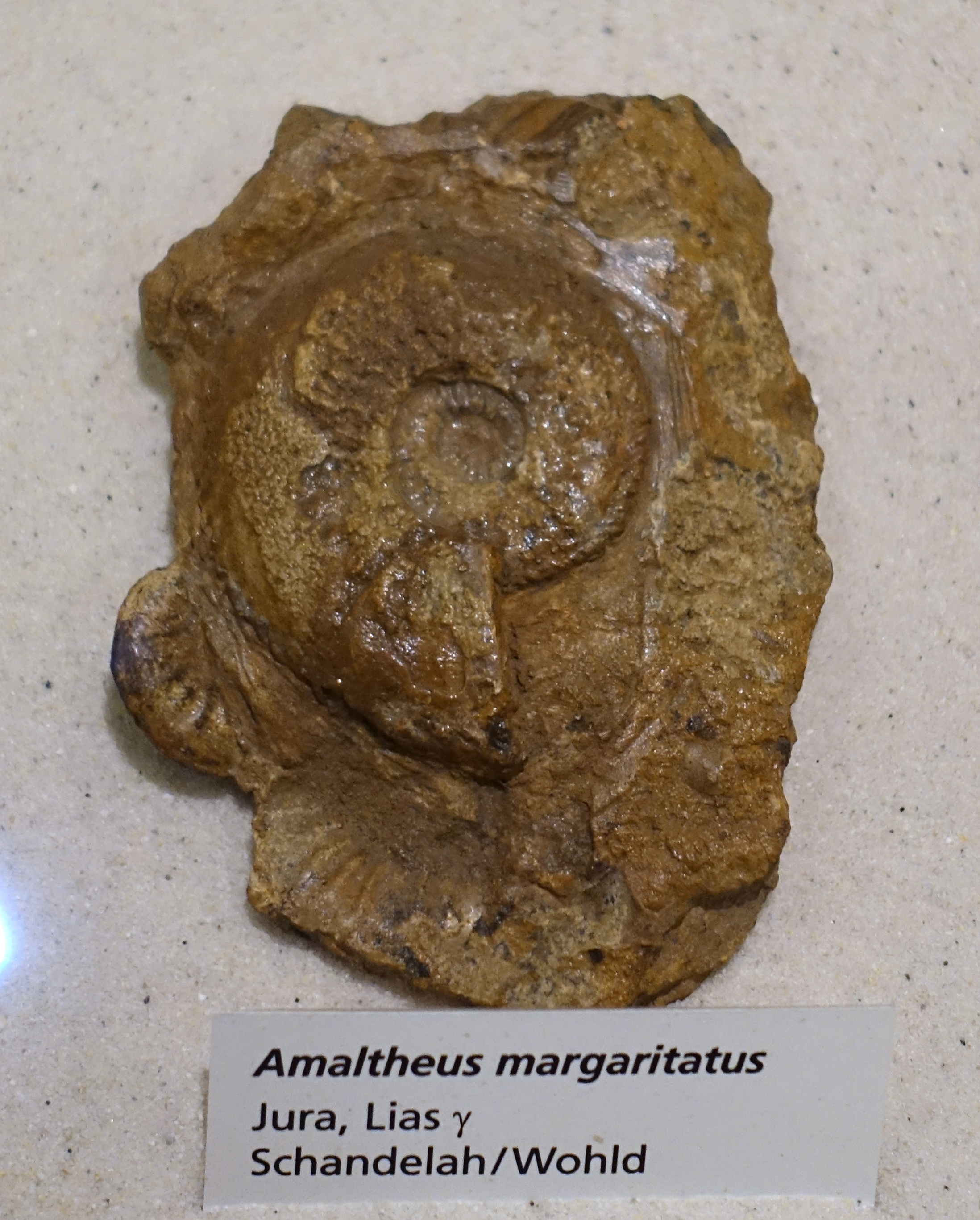
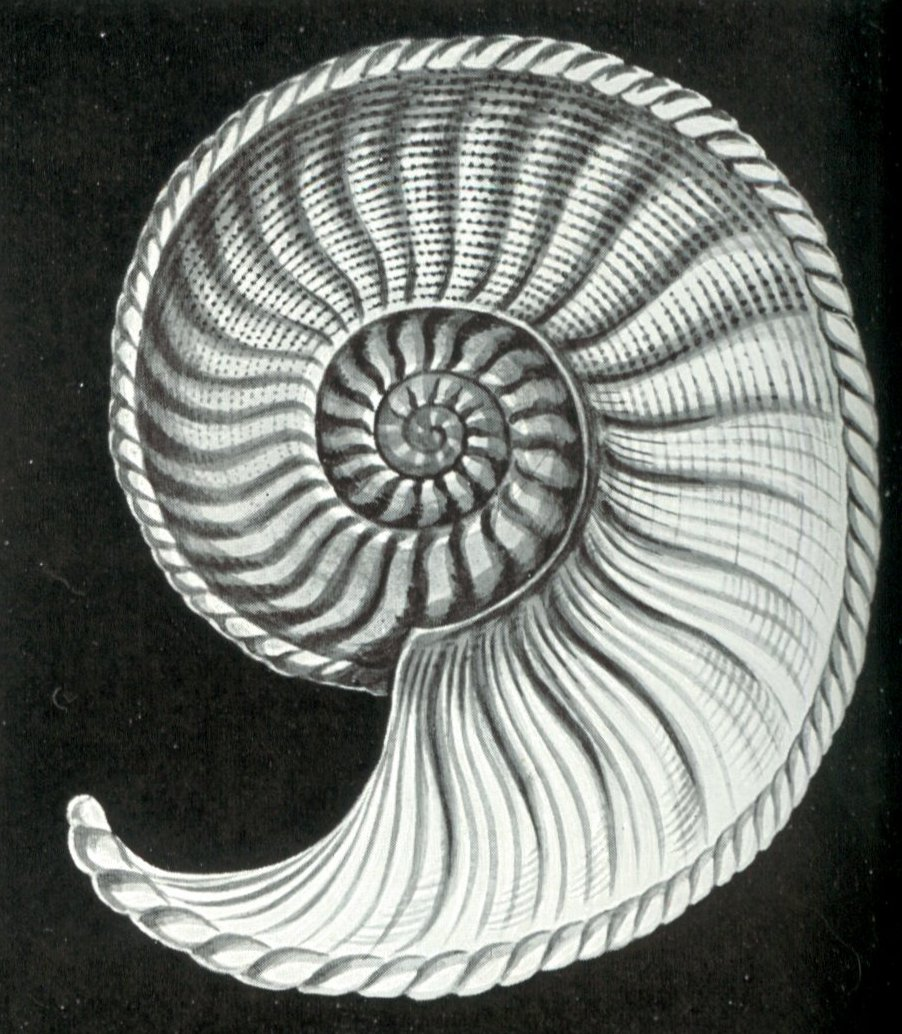